# Wanda Szuman
Wanda Szuman (ur. 3 kwietnia 1890 w Toruniu, zm. 1 grudnia 1994 tamże) – polska działaczka społeczna, pedagog, pionierka pedagogiki specjalnej, Honorowa Obywatelka Miasta Torunia.

## Życiorys
Była córką lekarza i działacza społecznego Leona i Eugenii z Gumpertów (zm. 1895), siostrą m.in. Stefana, wieloletniego profesora pedagogicznej Uniwersytetu Jagiellońskiego oraz Henrykiem, księdzem, rozstrzelanym przez Niemców w Fordonie 2 października 1939 roku. Uczyła się w szkołach średnich w Toruniu, Krakowie i Lwowie. W 1911 roku ukończyła seminarium nauczycielskie. Przed I wojną światową zaangażowała się w pracę pedagogiczną. Uczestniczyła m.in. w tajnym nauczaniu na Pomorzu. Od 1916 roku działała w Komitecie Niesienia Pomocy Ofiarom Wojny w Królestwie Polskim.
W okresie międzywojennym zajmowała się działalnością naukową. W latach 1921–1923 studiowała w Państwowym Instytucie Pedagogicznym w Warszawie. W latach 1933–1936 była konsultantką Wojewódzkiego Komitetu Opieki nad Dzieckiem w Poznaniu. W tym samym czasie do 1939 roku kierowała Katolickim Seminarium dla Wychowawczyń Przedszkoli w Poznaniu.
W czasie II wojny światowej ponownie uczestniczyła w tajnym nauczaniu, działała jednocześnie w Polskim Komitecie Opiekuńczym, zajmując się pomocą dla rodzin więźniów oraz dla osób wysiedlonych po powstaniu warszawskim. Po wojnie kontynuowała pracę pedagogiczną w Toruniu, w Liceum dla Wychowawczyń Przedszkoli (do 1949 roku) oraz w Pogotowiu Opiekuńczym (w latach 1949–1952). Na emeryturę przeszła w 1952, nie porzucając jednak pracy naukowej. Badała mowę dzieci w żłobkach i w rodzinach zastępczych, zdolności do rysunku dzieci niewidomych.
W 1960 roku utworzyła w Toruniu Oddział do Walki z Kalectwem.
W lutym 1992 Rada Miasta Torunia nadała jej tytuł „Honorowego Obywatela Miasta Torunia”.
Mieszkała przy ul. Szumana 2. Zmarła 1 grudnia 1994 roku. Została pochowana na cmentarzu św. Jerzego w Toruniu.

## Ordery i odznaczenia
- Krzyż Oficerski Orderu Odrodzenia Polski (2 maja 1923)[9][10]
- Krzyż Kawalerski Orderu Odrodzenia Polski (1975)[11]
- Złoty Krzyż Zasługi (24 maja 1937)[12]
- Medal Papieski Pro Ecclesia et Pontifice (1986)[13]
- Order Uśmiechu (20 czerwca 1986)[11]
- Odznaka Honorowa Polskiego Czerwonego Krzyża (1969)[11]
- Medal Polskiego Czerwonego Krzyża (1979)[13]
- Odznaka „Za Zasługi dla Województwa Toruńskiego” (1985)[13]
- Odznaka „Zasłużony dla Torunia” (1983)[14]
- Odznaka Związku Nauczycielstwa Polskiego „Za Tajne Nauczanie” (1985)[13]
- Złota Odznaka Polskiego Towarzystwa Walki z Kalectwem (1971)[11]
- Odznaka Honorowa Polskiego Związku Niewidomych (1966)[11]
- Odznaka „Zasłużony dla Polskiego Towarzystwa Psychologicznego” (1980)[13]
- Srebrny Medal 100-lecia Towarzystwa Naukowego w Toruniu (1975)[13]
- Medal Prezydenta Torunia 750-lecia Miasta Torunia (1983)[13]
- Medal Towarzystwa Miłośników Torunia z okazji 750-lecia Miasta Torunia (1983)[13]
- Medal Złote Astrolabium – Nr 1 (27 lutego 1980)[11][15]
- Odznaka „Bóg zapłać” nadana przez miesięcznik „Powściągliwość i Praca” (3 kwietnia 1988)[11]

## Upamiętnienie
Imię Wandy Szuman nosi kilka toruńskich placówek pedagogicznych - Szkoła Podstawowa nr 16, Przedszkole Miejskie nr 1 (od 2000 roku), VII Liceum Ogólnokształcące, a także organizacje społeczne (Katolickie Stowarzyszenie Osób Niepełnosprawnych Diecezji Toruńskiej oraz Stowarzyszenie Rodziców i Przyjaciół Dzieci Niewidomych i Słabowidzących). 1 grudnia 2000 roku w dawnym domu Rodziny Szumanów przy ul. Szumana 2 w Toruniu odsłonięto tablicę pamiątkową.